# كارادورديبا سنيكلا
كارادورديس ستشنيتزيل (Karađorđe's schnitzel) (بالصربية: Карађорђева шницла)‏ هو طبق يقدم في صربيا، ويعني الكستلاتة المخبوزة.
تعود أصول تسمية هذا الطبق إلى الثوري الصربي كارادوردا.

## المكونات
يحتوي طبق الكارادورديبس شنيتزل (Karađorđe's schnitzel) على  لحم عجل ملفوف او شريحة من لحم الخنزير، محشوة من الداخل بالكاجماك (منتج البان كريمي يشبه الكريمة)، وبعد ذلك يتم خبزه وقليه ليتم تقديمه مع البطاطا المشوية وصلصلة التارتار.
يتم الاشارة لشريحة اللحم في اللغة العامية إلى حلم العذراء، ويعود ذالك بسبب شكلها القضيبي

## التاريخ
يعتبر طبق كارادورديس شينتزيل اختراع حديث نسبيا، فقد صنع على يد الطاه ميكا ستوجانوبيك عام 1959، الذي كان في يوم من الايام يحتاج إلى تحضير طبق  تشكن كيف من اجل زائر مرموق من الاتحاد السوفيتي، لكن في ذلك الوقت، كان ميكا يعاني نقص في الدواجن، لذا فقد استخدم لحم عجل عوضا عن الدجاج. بعد ذلك، لم يكن ميكا راضيا عن نتائج الاكل لذا فقد قام بصب صلصة التارتار عليها، وزينها بقطع من اليمون والطماطم، التي في النهاية كانت تمثل او تشبه ميدالية وسام نجمة كارادوردا، وهكذا تمت تسميتها بشريحة  لحم

## معرض صور

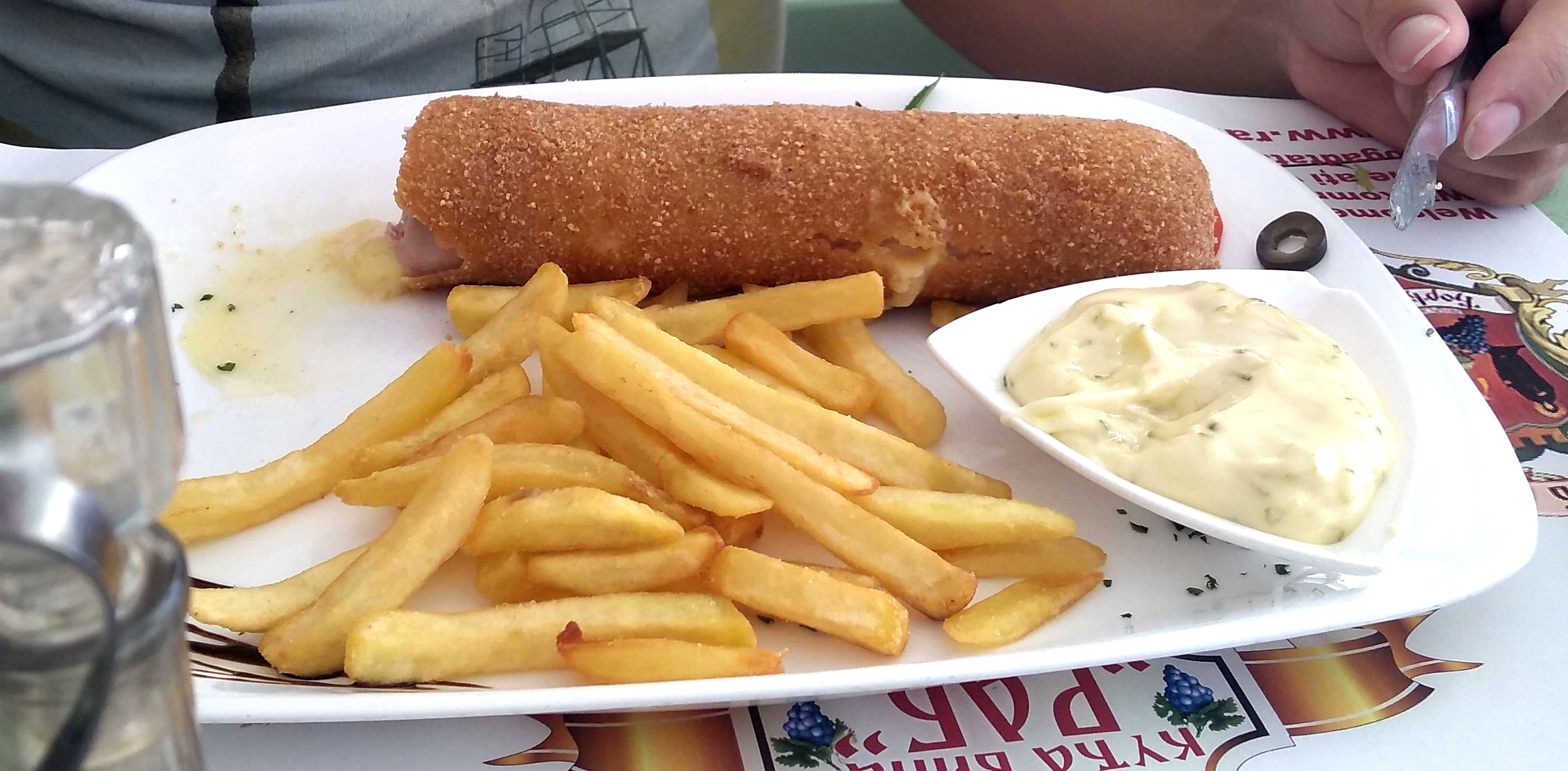
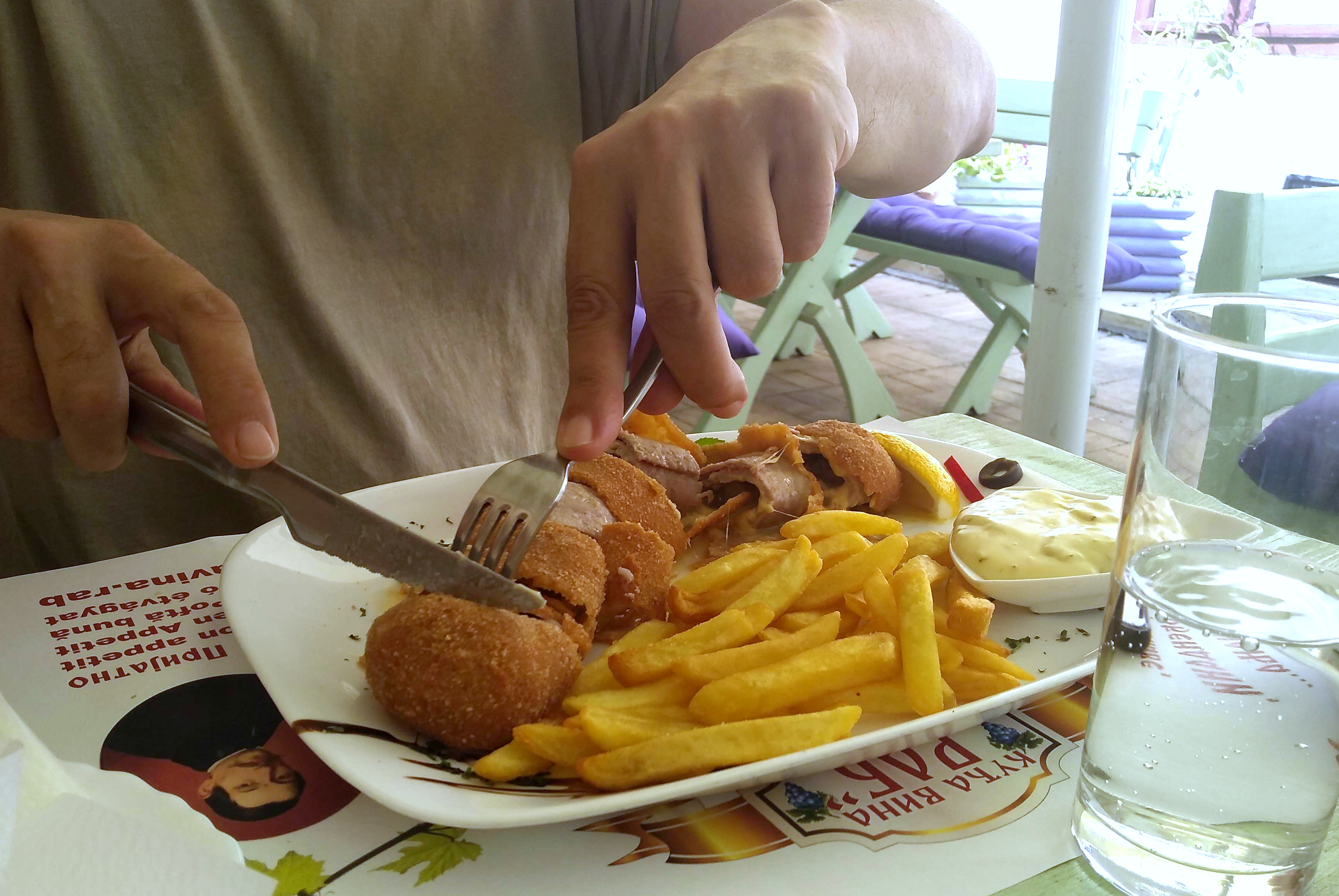
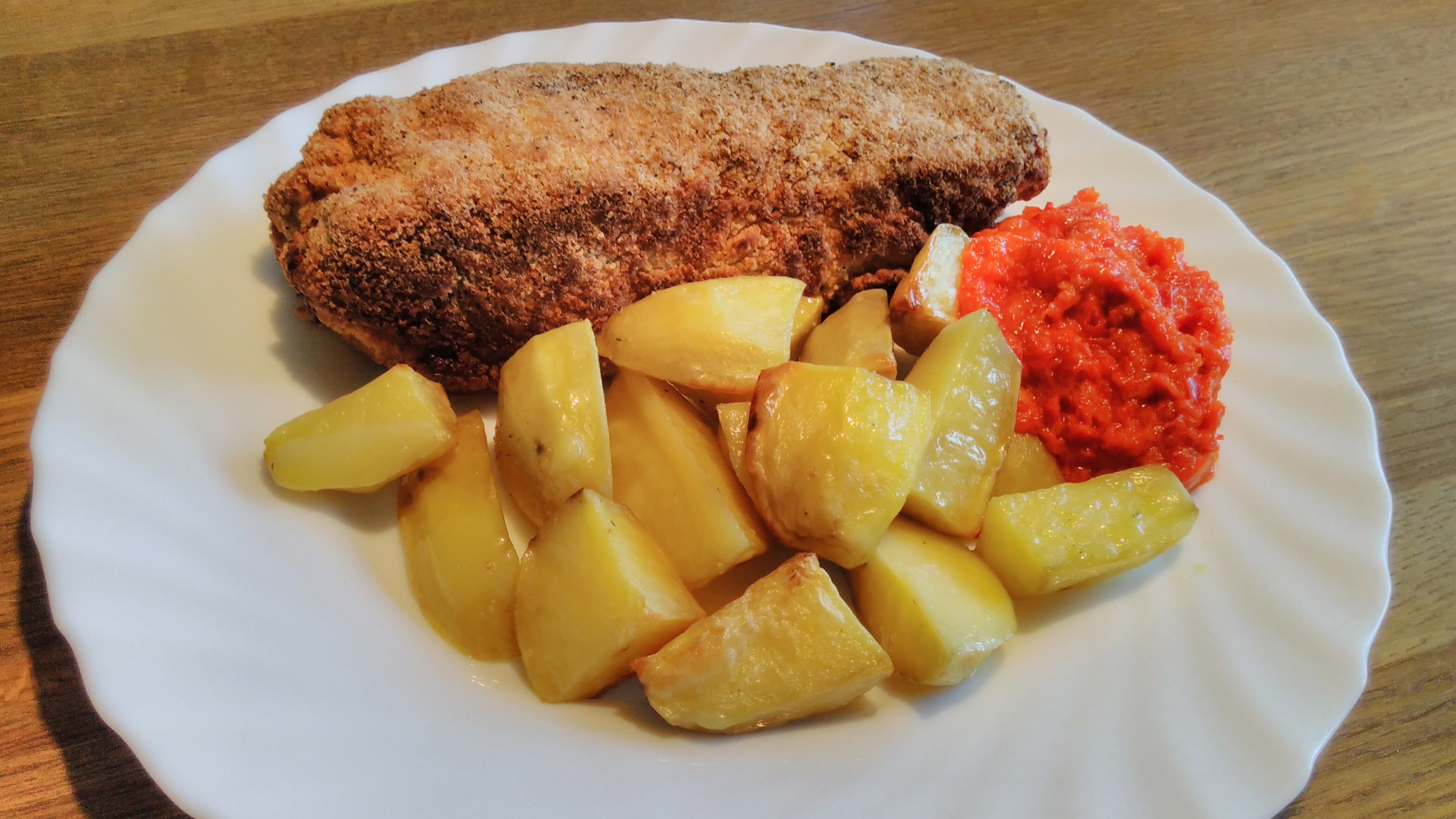
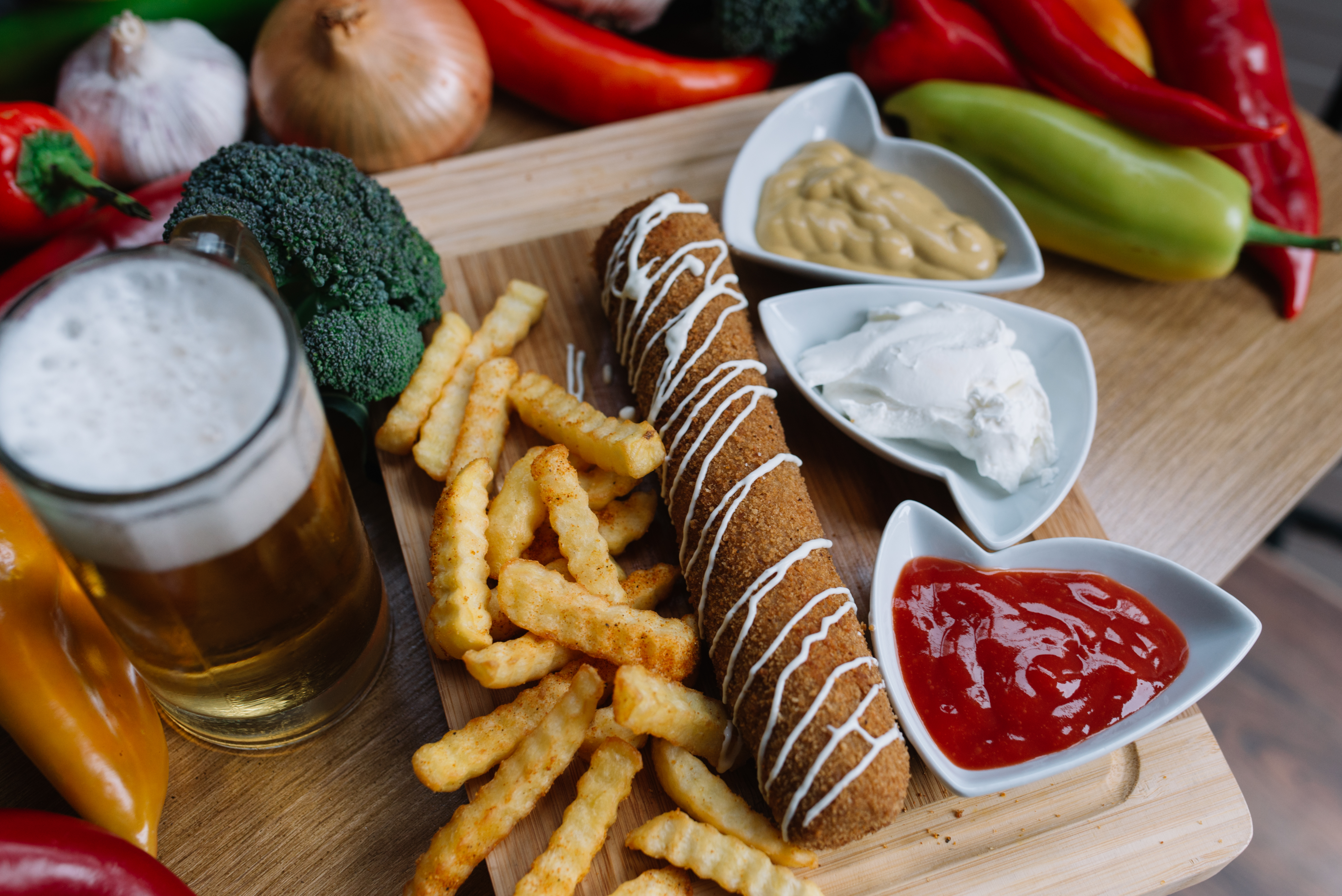

## أنظر ايضا
- مطبخ صربي
- أطباق الامارشال (Dishes a la Marechale)
- شينتزل كوردون بلو (Schnitzel cordon bleu)
- كاتشوبو(Cachopo)
- قائمة ألاطباق المحشوة (List of stuffed dishes)